# Poljudstadion
Het Poljudstadion (ook wel bekend als Poljudska ljepotica) is een stadion in de Kroatische stad Split. Het Poljudstadion staat in het noordwesten van de stad. Het stadion werd gebouwd voor de Mediterraanse Spelen in 1979 dat werd geopend door de voormalige president van Joegoslavië Josip Broz Tito. Het Poljud Stadion was ook de locatie voor de Europese Kampioenschappen Atletiek 1996, IAAF Continentale Cup 2010 en het is ook de thuisbasis van de Kroatische voetbalclub HNK Hajduk Split.
Het stadion had veel invloed op de architectonische standpunten van vele internationale stadions in Italië, Japan, en Maleisië. Na het Olympisch stadion in München, heeft het stadion uit Split de meeste aandacht van de media op gebied van sport/architectuur gekregen.

## Ontwerpen
Het stadion is liefdevol bekend bij de lokale bevolking als de "Poljudska ljepotica". Het stadion werd het winnende ontwerp dat werd gekozen uit 20 andere biedingen.
In 1979, was het Poljud stadion een van de meest moderne stadions in de wereld, en een van de eerste locaties op de wereld die transparante Lexan platen gebruiken, ontwikkeld door General Electric Plastics. De indrukwekkende schelp-achtige dakconstructie, verspreid over 215 meter, is overgenomen door een groot aantal van de wereld stadions in de jaren die volgden. Er zijn 19 hutten opgehangen aan het westen van het 'schelpen'. 7 van hen zijn gebruikt door tv-verslaggevers, terwijl de andere worden gevuld door de camera's, centrale scheidsrechter station, fotofinish, scorebord, audio-controle enzovoort. Al deze onderdelen zijn met elkaar verbonden via een catwalk, die loopt door een structuur die de gehele dak, die toegang geven tot de hutten, evenals de 630 lampen, gemaakt door Phillips, op het dak. De verlichting op het stadion is ook het onderwerp van veel bijval.
De stands hadden aanvankelijk een capaciteit van 50.000. 25.924 plaatsen had zitplaatsen, terwijl de rest leeg stond. Naar aanleiding van de gebogen 'schelp' ontwerp van de stands, het grootste aantal zitplaatsen rijen is 54 (in het westen en het oosten standen), dat is gereduceerd tot 27 rijen op het noorden.
Toen het stadion gastheer was voor de 2010 IAAF Continentale Kampioenschap atletiekwedstrijd, werd het gerenoveerd. Een nieuwe atletiekbaan werd gebouwd, waaronder ook de invoering van nieuwe VIP-boxen en stoelen.

## Internationale wedstrijden
| Datum                              | Competitie                   | Tegenstander            | Resultaat               | Toeschouwers            |                         |                         |
| Joegoslavië (1981–1988)            | Joegoslavië (1981–1988)      | Joegoslavië (1981–1988) | Joegoslavië (1981–1988) | Joegoslavië (1981–1988) | Joegoslavië (1981–1988) | Joegoslavië (1981–1988) |
| ---------------------------------- | ---------------------------- | ----------------------- | ----------------------- | ----------------------- | ----------------------- | ----------------------- |
| 29 april 1981                      | WK voetbal 1982 kwalificatie | Griekenland             | 5 – 1                   | 45.000                  |                         |                         |
| 21 december 1983                   | EK voetbal 1984 kwalificatie | Bulgarije               | 3 – 2                   | 30.000                  |                         |                         |
| 29 oktober 1986                    | EK voetbal 1988 kwalificatie | Turkije                 | 4 – 0                   | 11.270                  |                         |                         |
| 31 maart 1988                      | Vriendschappelijk            | Italië                  | 1 – 1                   | 12.000                  |                         |                         |
| Kroatië (1990–heden)               |                              |                         |                         |                         |                         |                         |
| 8 oktober 1995                     | EK voetbal 1996 kwalificatie | Italië                  | 1 – 1                   | 35.000                  |                         |                         |
| 29 april 1997                      | WK voetbal 1998 kwalificatie | Denemarken              | 1 – 1                   | 35.000                  |                         |                         |
| 2 april 1997                       | WK voetbal 1998 kwalificatie | Slovenië                | 3 – 3                   | 20.000                  |                         |                         |
| 10 februari 1999                   | Vriendschappelijk            | Denemarken              | 0 – 1                   | 7.000                   |                         |                         |
| 23 februari 2000                   | Vriendschappelijk            | Spanje                  | 0 – 0                   | 10.000                  |                         |                         |
| 12 februari 2003                   | Vriendschappelijk            | Polen                   | 0 – 0                   | 1.000                   |                         |                         |
| 18 februari 2004                   | Vriendschappelijk            | Duitsland               | 1 – 2                   | 9.212                   |                         |                         |
| 17 augustus 2005                   | Vriendschappelijk            | Brazilië                | 1 – 1                   | 27.256                  |                         |                         |
| 6 februari 2008                    | Vriendschappelijk            | Nederland               | 0 – 3                   | 30.000                  |                         |                         |
| 4 juni 2011                        | EK voetbal 2008 kwalificatie | Georgië                 | 2 – 1                   | 28.000                  |                         |                         |
| 15 augustus 2012                   | Vriendschappelijk            | Zwitserland             | 2 – 4                   | 10.000                  |                         |                         |
| 12 juni 2015                       | EK voetbal 2016 kwalificatie | Italië                  | 1 – 1                   | 0                       |                         |                         |
| 10 oktober 2019                    | EK voetbal 2020 kwalificatie | Hongarije               | 3 – 0                   | 32.110                  |                         |                         |
| 17 november 2020                   | UEFA Nations League 2020/21  | Portugal                | 2 – 3                   | 0                       |                         |                         |
| 7 september 2021                   | WK voetbal 2022 kwalificatie | Slovenië                | 3 – 0                   | 16.237                  |                         |                         |
| 14 november 2021                   | WK voetbal 2022 kwalificatie | Rusland                 | 1 – 0                   | 30.257                  |                         |                         |
| 6 juni 2022                        | UEFA Nations League 2022/23  | Frankrijk               | 1 – 1                   | 30.000                  |                         |                         |
| 25 maart 2023                      | EK voetbal 2024 kwalificatie | Wales                   | 1 – 1                   | 33.474                  |                         |                         |
| Laatst bijgewerkt op 28 maart 2023 |                              |                         |                         |                         |                         |                         |